# Idaea nigrosticta
Idaea nigrosticta är en fjärilsart som beskrevs av W. Warren 1897. Idaea nigrosticta ingår i släktet Idaea och familjen mätare. Inga underarter finns listade i Catalogue of Life.